# Гильзейское княжество

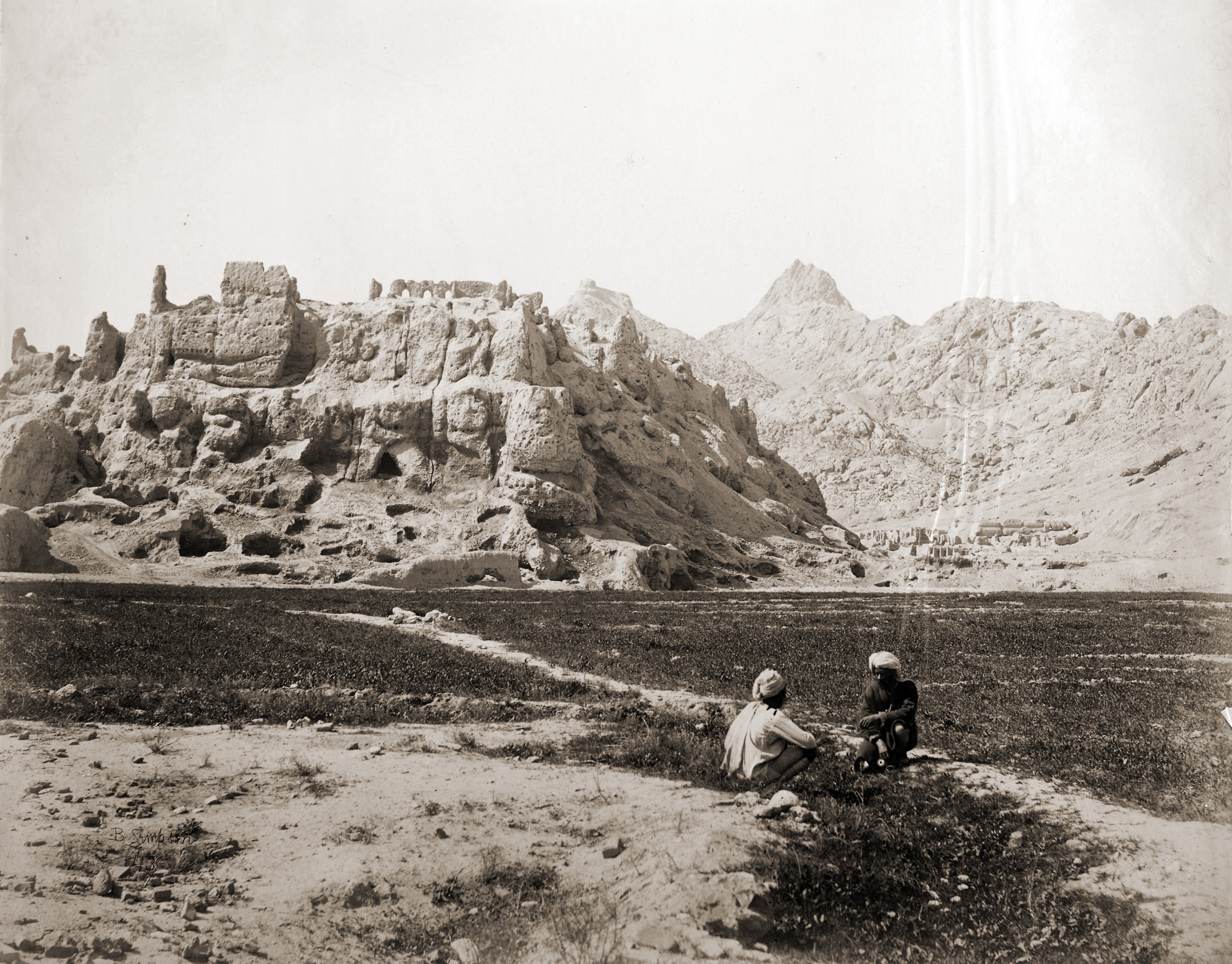
Руины цитадели в столице Гильзейского княжества, городе в 1881

Гильзейское княжество — феодальное государство, существовавшее в территории Афганистана в XVIII—XIX веках. Княжество со столицей в Кандагаре было создано пуштунами (племя гильзаи), поднявшими восстание и отделившимися от Персии в 1709 году. В 1737 году Гильзейское княжество было разгромлено основателем иранской династии Афшаридов шахом Надиром.

## История
Зарождение феодальных отношений среди пуштунских племён создало предпосылки для образования государства. Первые афганские ханства на племенной основе стали играть заметную политическую роль с XVI—XVII вв. на фоне кризиса империи Великих Моголов и феодальных междоусобиц в Средней Азии. С середины XVII в. племена абдали (Герат) и гильзаев (Кандагар) оказались под властью сефевидского Ирана. В начале XVIII века, гильзаи во главе с Мир Вайсом провозгласили Кандагар центром независимого государства и атаковали Иран, где сын Мир Вайса — Мир Махмуд захватил Исфахан и провозгласил себя в 1722 году шаханшахом. Вплоть до 1729 года, когда Надир-шах восстановил на троне шаха Тахмаспа, афганские предводители, сменяя друг друга в междоусобных схватках, находились в Исфахане. Но в конечном счете, из-за противоречий между племенами весь Афганистан был включен в державу Надир-шаха.

## Правители
Южный Афганистан. Столица Старый Кандагар, в 6 милях к северо-западу от будущей столицы Канадгарского княжества города Кандагара.
- Мир Вайс Гильзай (1709 — 1715).
- Мир Абд аль-Азиз, брат (1715 — 1716).
- Мир Махмуд, сын 1 (1716 — 1725, шах Ирана в Исфахане с 1722).
- Мир Хусейн, брат (1725 — 1738).
- Мир Ашраф, кузен (шах Ирана 1725 — 1729).
- 1738 — завоевание Надир-шахом[1].